# Filip I av Pommern
Filip I av Pommern, död 1560, var regerande hertig av Pommern–Wolgast mellan 1531 och 1560. 